# Saint-Victor-d'Épine
Saint-Victor-d'Épine é uma comuna francesa na região administrativa da Normandia, no departamento de Eure. Estende-se por uma área de 7,94 km². Em 2010 a comuna tinha 333 habitantes (densidade: 41,9 hab./km²).